# Annual Review of Microbiology
Annual Review of Microbiology, abgekürzt Annu. Rev. Microbiol., ist eine jährlich erscheinende wissenschaftliche Fachzeitschrift, die Übersichtsartikel veröffentlicht. Die Erstausgabe erschien 1947. Die Zeitschrift veröffentlicht Artikel aus allen Bereichen der Mikrobiologie.